# Droga wojewódzka nr 585
Droga wojewódzka nr 585 (DW585) – droga wojewódzka w centralnej  Polsce w województwie kujawsko-pomorskim przebiegająca przez teren powiatu toruńskiego, w całości położona na terenie miasta Toruń. Droga ma długość 2,0 km. Łączy stację kolejową Toruń Główny z drogą krajową nr 91 (dawniej nr 1).

## Przebieg drogi
Droga rozpoczyna się na placu przy stacji kolejowej Toruń Główny. Następnie kieruje się w stronę wschodnią, później skręca na zachód i po 2,0 km dociera do drogi krajowej nr 91. W obrębie miasta Toruń droga przebiega ulicami Dybowską i Podgórską. 

## Miejscowości leżące przy trasie DW585
- Toruń